# Bazylika Matki Bożej z Guadalupe w Meksyku
Bazylika Matki Bożej z Guadalupe (hiszp. Basílica de Nuestra Señora de Guadalupe) – rzymskokatolicki kościół, bazylika mniejsza i narodowe sanktuarium Meksyku położone w północnej części miasta Meksyk. Świątynia została zbudowana niedaleko wzgórza Tepeyac, gdzie jak głoszą przekazy, Matka Boża z Guadalupe objawiła się świętemu Juanowi Diego Cuauhtlatoatzinowi. To miejsce znane jest również jako La Villa de Guadalupe, lub w bardziej popularnym znaczeniu, po prostu La Villa, ponieważ posiada kilka kościołów i związanych z nimi budynków.

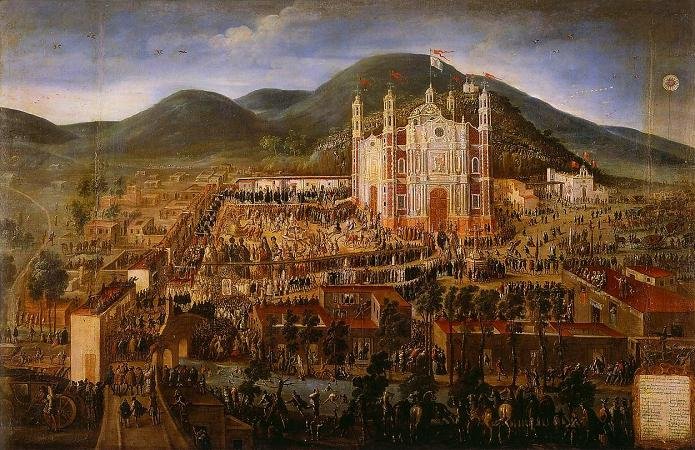
Inauguracja w bazylice Matki Bożej z Guadalupe. Manuel Arellano, ca. 1709

W nowej bazylice znajduje się oryginalna tilma (lub płaszcz) Juana Diego Cuauhtlatoatzina, który trzyma wizerunek Matki Bożej z Guadalupe. Jedno z najważniejszych miejsc pielgrzymkowych katolicyzmu, bazylika jest odwiedzana przez kilka milionów ludzi rocznie, zwłaszcza około 12 grudnia, dniu w którym przypada święto Matki Bożej z Guadalupe.
Obecna świątynia została zbudowana w latach 1974-1976 według projektu meksykańskiego architekta Pedro Ramíreza Vázqueza. Konsekrowana w dniu 12 października 1976 roku. Wysokość bazyliki to 42 metry. Jej okrągła struktura ma 100 metrów średnicy i może pomieścić do 50 tysięcy osób.